# Ambassade des États-Unis en Égypte
L'Ambassade des États-Unis en Égypte est la mission diplomatique des États-Unis en Égypte au Caire.

## Histoire
Les États-Unis ont reconnu l'indépendance de l'Égypte vis-à-vis du Royaume-Uni le 26 avril 1922, à la suite de la proclamation de l'indépendance d'Égypte du Président Warren G. Harding. Cette reconnaissance a marqué la représentation américaine en Égypte d'une mission consulaire et diplomatique. L'agent diplomatique américain et consul général au Caire a été mis en place et M. J. Morton Howell J. Morton Howell (en)était devenu à ce temps, le chef de la diplomatie américaine en Egypte.
La création de la République arabe unie (RAU), une union de courte durée entre l'Égypte et la Syrie, a été reconnue par les États-Unis en 1958, et l'Ambassade est restée au Caire après la sécession de la Syrie de l'union. La RAU a rompu ses relations diplomatiques avec les États-Unis le 6 juin 1967, pendant la guerre des Six Jours. Une section des intérêts américains a été créée le lendemain au sein de l'Ambassade d'Espagne au Caire.
Les relations diplomatiques furent rétablies le 28 février 1974 et Hermann Eilts (en) fut nommé ambassadeur en charge de l'ambassade américaine, qui fut rouverte le même jour.
Le 11 septembre 2012, des manifestants égyptiens ont réussi à franchir le périmètre de l'ambassade, remplaçant le drapeau américain par un drapeau noir sur lequel était inscrit un credo islamique. L'incident à l'ambassade du Caire s'est produit simultanément avec un épisode plus violent en Libye. En réponse à ces événements, le gouvernement américain a pris des mesures pour renforcer la sécurité de ses missions diplomatiques dans le monde entier.